# Aeropuerto Internacional de Tiumén-Roschino
El Aeropuerto Internacional de Tiumén-Roschino (del ruso: Аэропорт Тюмень Ро́щино) es un aeropuerto que se encuentra 13 km al oeste de Tiumén, en el óblast de Tiumén, Rusia. El aeropuerto fue construido en 1969 durante la era soviética y fue remodelado en 1998.
El espacio aéreo está controlado desde el FIR de Tiumén-Roschino (ICAO: USTR). Las empresas UTair, Yamal y Kogalymavia tienen base en este aeropuerto.

## Pistas
Roschino dispone de dos pistas perpendiculares (sin cruce). Una de ellas es de hormigón con dirección 03/21, de 3.000x45 m. (9.842x148 pies), tiene un pavimento del tipo 63/R/C/X/T. La otra pista es de asfalto, tiene dirección 12/30 y unas dimensiones de 2.700x50 m (8.871x164). El pavimento es del tipo 64/R/C/X/T. Ambas pistas admiten operaciones de aeronaves con un peso máximo al despegue de hasta 190 toneladas.

## Terminales
La terminal del aeropuerto fue construida en 1968 y remodelada en 1998. La terminal de pasajeros tiene una sección de vuelos de cabotaje la cual es capaz de servir a tres vuelos a la vez, y una pequeña sección internacional que es capaz de atender un vuelo a la vez.
El aeropuerto dispone de instalaciones y personal cualificado para prestar servicios de mantenimiento a los siguientes aviones: Tupolev Tu-154, Tupolev Tu-134,  Antonov An-12, Antonov An-24, Antonov An-26, Yakovlev Yak-40, Yakovlev Yak-42, Ilyushin Il-18, Let L-410 Turbolet, Ilyushin Il-86, Ilyushin Il-76, Boeing 737, Boeing 757, ATR 42, ATR 72 y toda la familia del Airbus A320.
El aeropuerto también tiene helipuertos de diferentes tamaños que le permiten recibir todo tipo de helicópteros.

## Destinos
| Aerolíneas                               | Destinos |
| ---------------------------------------- | --- |
| Aeroflot                                 | Moscú-Sheremetyevo |
| Aeroflot operado por Rossiya             | San Petersburgo |
| IrAero                                   | Irkutsk, Krasnoyarsk, Novosibirsk, Omsk |
| Katekavia                                | Beloyarsky, Berezovo, Khanty-Mansiysk, Igrim, Mys Kamenny, Surgut |
| Orenair                                  | Charter: Antalya, Barcelona, Heraklion, Sharm el-Sheikh |
| S7 Airlines                              | Moscú-Domodedovo |
| Somon Air                                | Khujand |
| Tomsk Avia                               | Strezhevoy |
| Transaero                                | Charter: Antalya, Bangkok-Suvarnbabhumi, Barcelona, Hurghada, Lárnaca |
| UTair Aviation                           | Baku, Beloyarsky, Khanty-Mansiysk, Khujand, Moscú-Vnukovo, Munich, Novy Urengoy, Noyabrsk, Surgut, Uray Temporal: Anapa, Ganja, Krasnodar, Mineralnye Vody, Sochi Charter temporal: Antalya, Bangkok-Suvarnbabhumi, Barcelona, Haikou, Phuket |
| UTair Aviation operado por UTair Express | Beloyarsky, Khanty-Mansiysk, Nizhnevartovsk, Nyagan, San Petersburgo, Sovetsky, Surgut, Ufa |
| Uzbekistan Airways                       | Tashkent |
| Yamal Airlines                           | Dusambé, Ganja, Krasnodar, Moscú-Domodedovo, Nadym, Novosibirsk, Novy Urengoy, Noyabrsk, Nyagan, Omsk, Salekhard, San Petersburgo, Ekaterimburgo, Ereván Temporal: Anapa, Gelendzhik, Podgorica, Simferopol, Sochi Charter temporal: Salónica |

## Accidentes e incidentes
- El 2 de abril de 2012 el vuelo 120 de UTair Aviation, un ATR-72 se estrelló poco después de despegar del aeropuerto matando a 29 de las 39 personas a bordo.